# Riserva naturale di Decima-Malafede
La riserva naturale di Decima Malafede è un'area naturale protetta che per la maggior parte si trova nel territorio del comune di Roma, e nella restante in quello di Pomezia, istituita nel 1997. La riserva ha una superficie di 6145 ettari.

## Descrizione
Si trova nella parte sud-ovest del territorio comunale e, grosso modo, è delimitato dal Grande Raccordo Anulare, dalla via Pontina, dalla via Laurentina e dal territorio del comune di Pomezia.

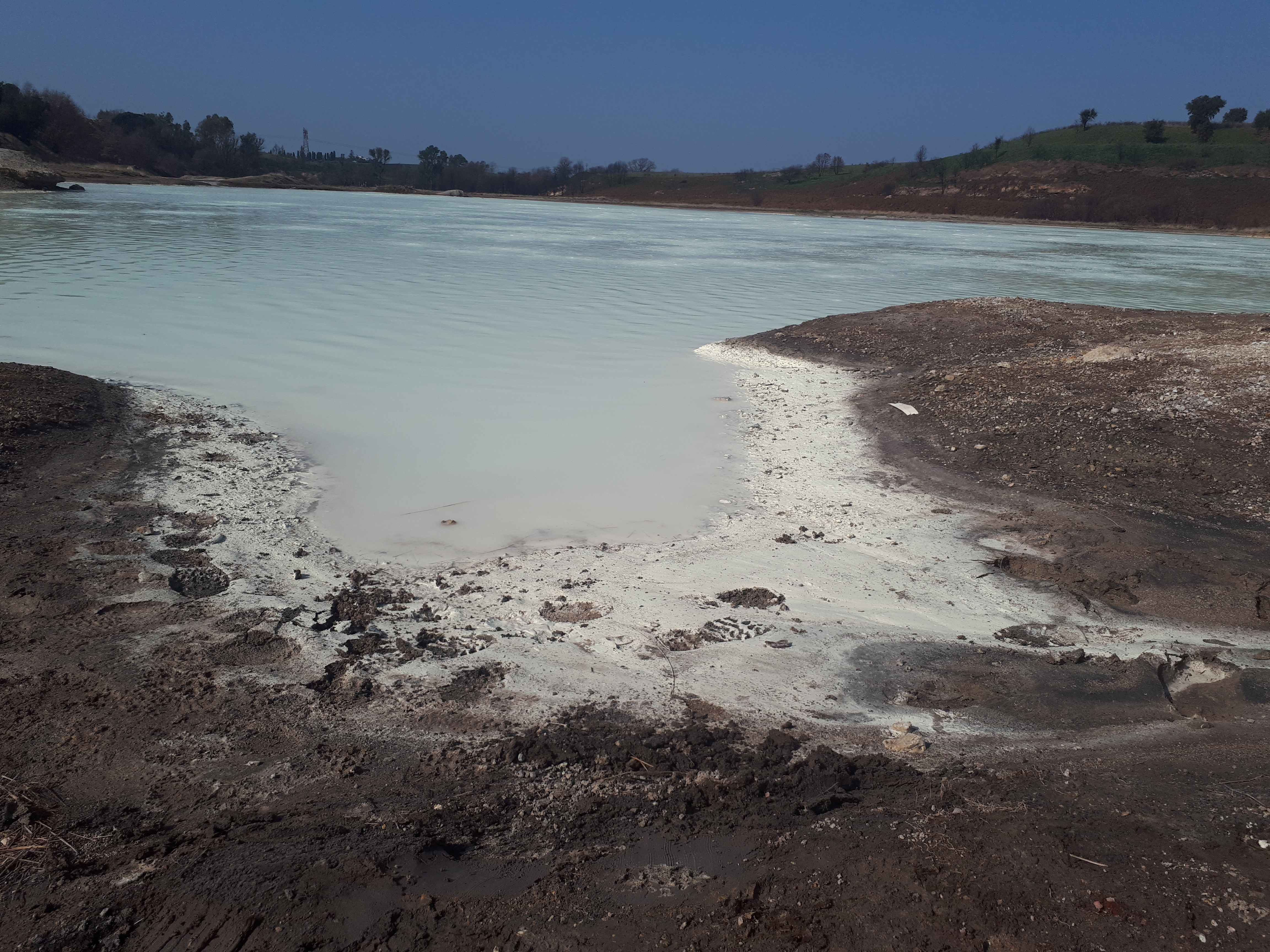
Lago bianco della Solforata

All'interno della Riserva si trova l'area naturale della Solforata, caratteristica per la presenza di materiali ferrosi e solforosi, e per la presenza di tre piccoli laghi.
Nella zona della riserva sono presenti resti di insediamenti umani preistorici.